# Krackow
Krackow – gmina w Niemczech, wchodząca w skład związku gmin Amt Löcknitz-Penkun w powiecie Vorpommern-Greifswald, w kraju związkowym Meklemburgia-Pomorze Przednie. Leży w pobliżu granicy polsko-niemieckiej, na historycznym Pomorzu Zachodnim, w aglomeracji szczecińskiej.

## Podział administracyjny
W skład gminy wchodzą jednostki administracyjne:

- Krackow
- Battinsthal
- Hohenholz
- Schuckmannshöhe
- Lebehn
- Kyritz[a]

## Nazwa
Nazwa wzmiankowana była po razy pierwszy w 1271 roku w formie Kracow. Utworzona została od starosłowiańskiego słowa Krak, oznaczajacego zakręt rzeki, kruka lub od nazwy osobowej *Krak
Nazwa starosłowiańska, bywa spolszczana jako Kraków.

## Historia
Najstarsza znana wzmianka o miejscowości pochodzi z 1271. W 1490 po raz pierwszy wzmiankowano Lebehn, a w 1523 Kyritz.
W miejscowości był przystanek kolei wąskotorowej Krackow.

## Zabytki
Zabytki w Krackow:
- Kościół
- Dwór
- Stare zabudowania gospodarskie
- Budynek dawnej szkoły
- Stare domy
- Most

Zabytki z pozostałych częściach gminy:
- Dwór w Battinsthal
- Spichlerz w Battinsthal
- Dom Zameczek (Schlößchen) w Battinsthal
- Kaplica grobowa w Battinsthal
- Dwór w Hohenholz, barokowy
- Kościół w Hohenholz
- Budynki dawnych szkół w Hohenholz i Lebehn
- Stajnia w Hohenholz
- Stare domy w Hohenholz, Kyritz
- Dwór w Lebehn
- Spichlerz w Lebehn

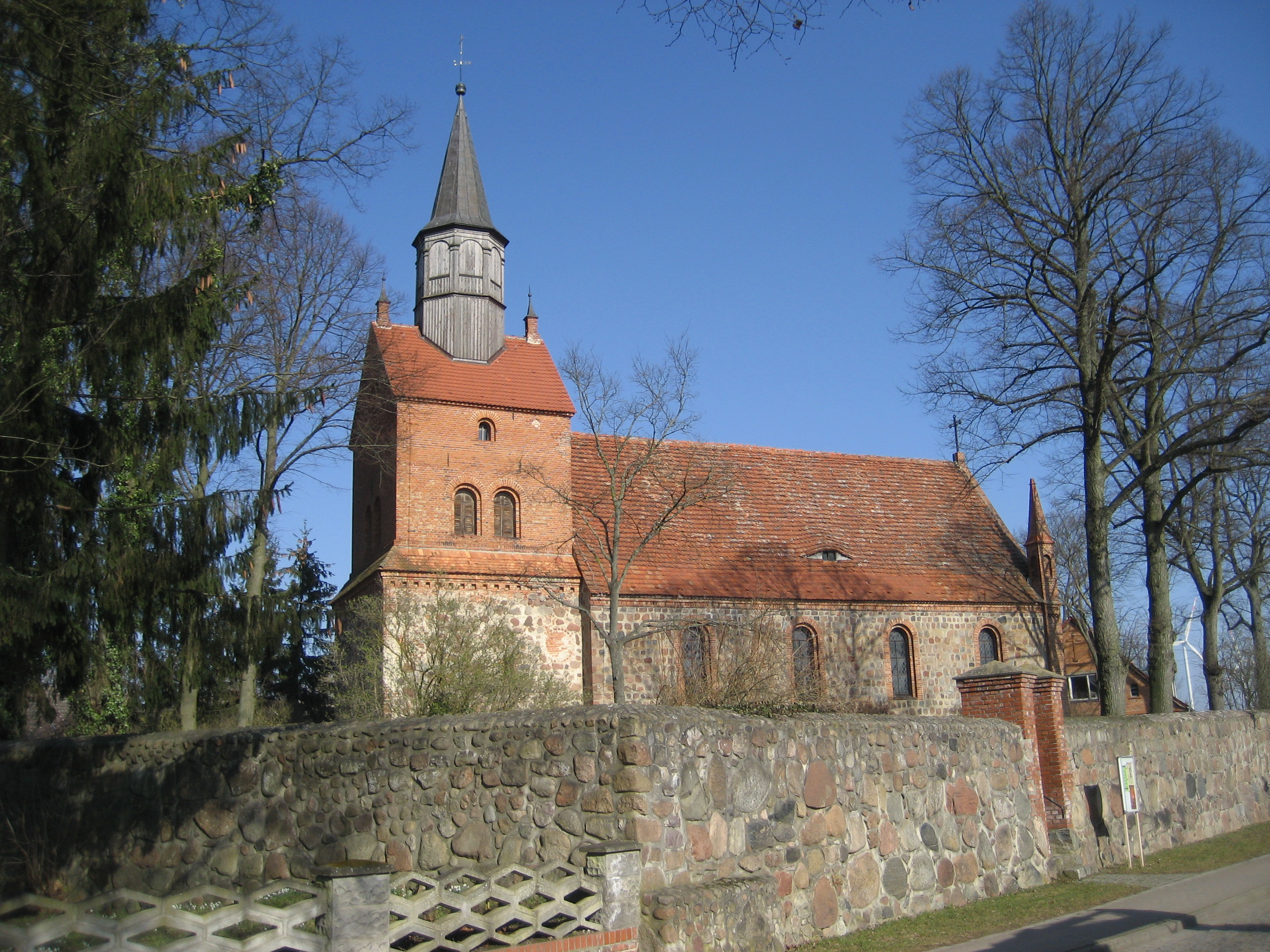
Kościół w Krackow
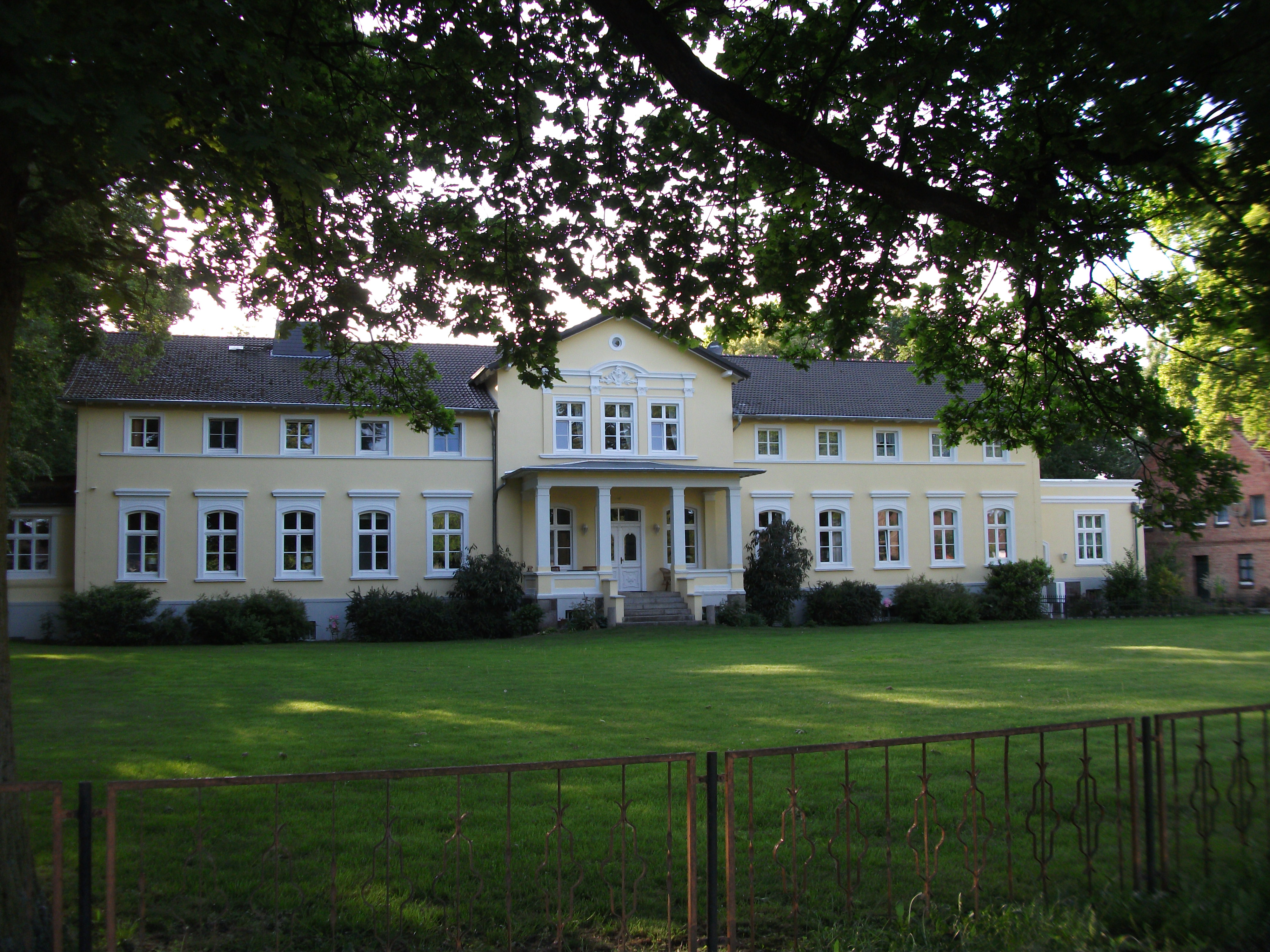
Dwór w Krackow
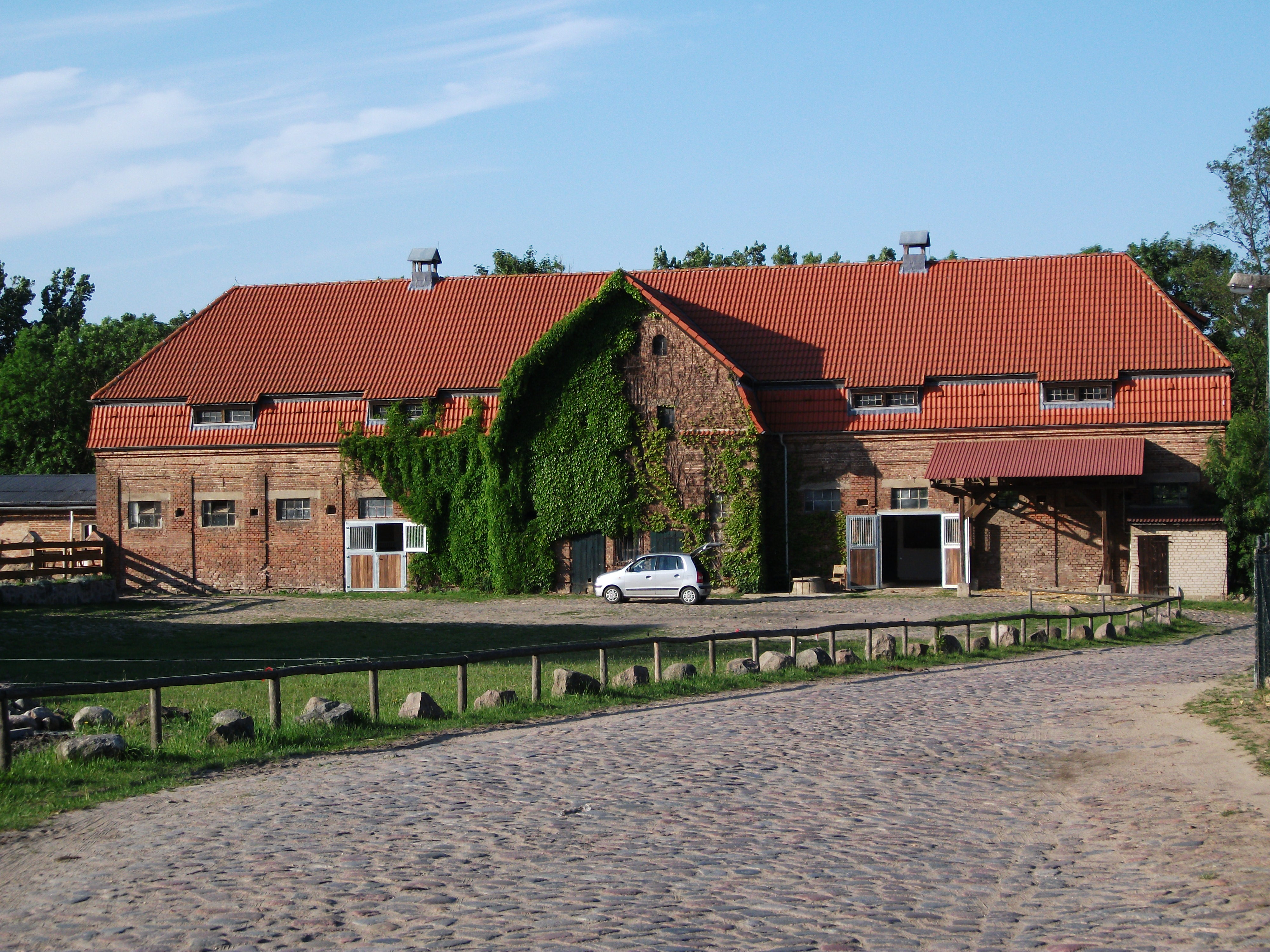
Stare zabudowania gospodarskie w Krackow
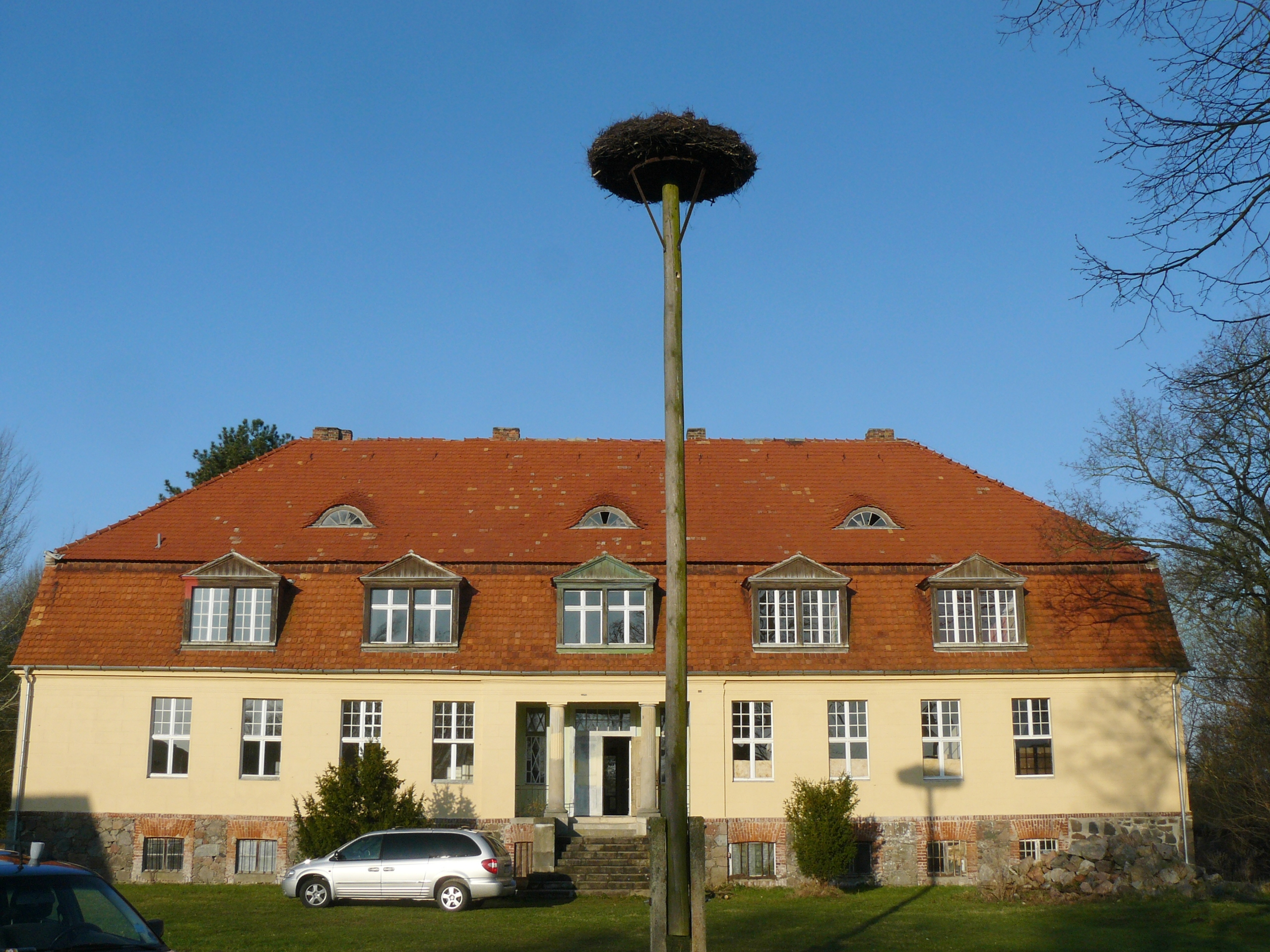
Dwór w Battinsthal

## Transport
W sąsiedztwie gminy przebiega autostrada A11, łącząca Berlin z granicą polsko-niemiecką, na której przechodzi w autostradę A6, prowadzącą do Szczecina.

## Demografia
Według danych ze spisu z 2022 roku gmina liczyła 621 mieszkańców. Około 83% ludności miało obywatelstwo Niemiec, około 15% – Polski, około 2% – Ukrainy, mniej niż 1% – Bułgarii oraz Wielkiej Brytanii. Około 80% ludności urodziło się w Niemczech, około 17% – w Polsce, około 2% – na Ukrainie, mniej niż 1% – w Bułgarii oraz w Wielkiej Brytanii. Około 15% ludności było wyznania rzymskokatolickiego, około 19% – ewangelickiego, około 66% – bez wyznania, innego wyznania lub nie podało swojego wyznania.